# Le mani dell'altro (film 1960)
Le mani dell'altro (The Hands of Orlac) è un film del 1960 diretto da Edmond T. Gréville.
Il film è basato sul libro Le mani di Orlac (Les Mains d'Orlac) di Maurice Renard (1920).